# 巴斯賽馬場

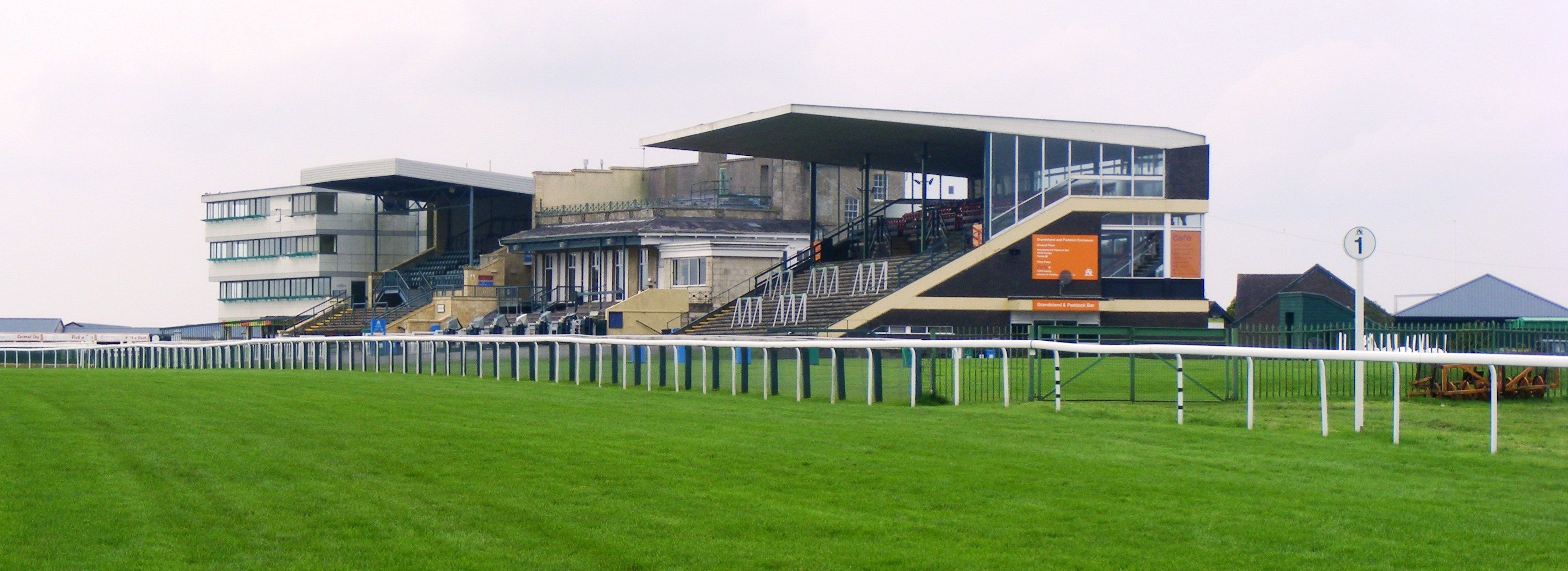
巴斯賽馬場看臺

巴斯賽馬場（Bath Racecourse）是一座位於英國薩默塞特郡巴斯的純血馬賽馬場。賽馬場本身是反時針方向的。
巴斯賽馬場海拔780英尺（238），是英國海拔最高的無障礙賽馬場。 賽馬場的比賽記錄可以追溯到1728年 二戰期間被皇家空軍用作機場，稱RAF North Stoke。

## 外部連結
- Bath Racecourse (Official website) （页面存档备份，存于）
- Course guide on GG.COM
- Course guide on At The Races

51°25′06″N 2°24′34″W / 51.41833°N 2.40944°W